# Municipio di Bolzano
Il Municipio di Bolzano (in tedesco Rathaus Bozen) è uno storico edificio sede municipale della città di Bolzano in Italia.

## Storia
L'edificio, progettato dall'architetto monacense Carl Hocheder, venne eretto tra il 1904 e il 1907 sotto la direzione di Johann Bittner.

## Descrizione

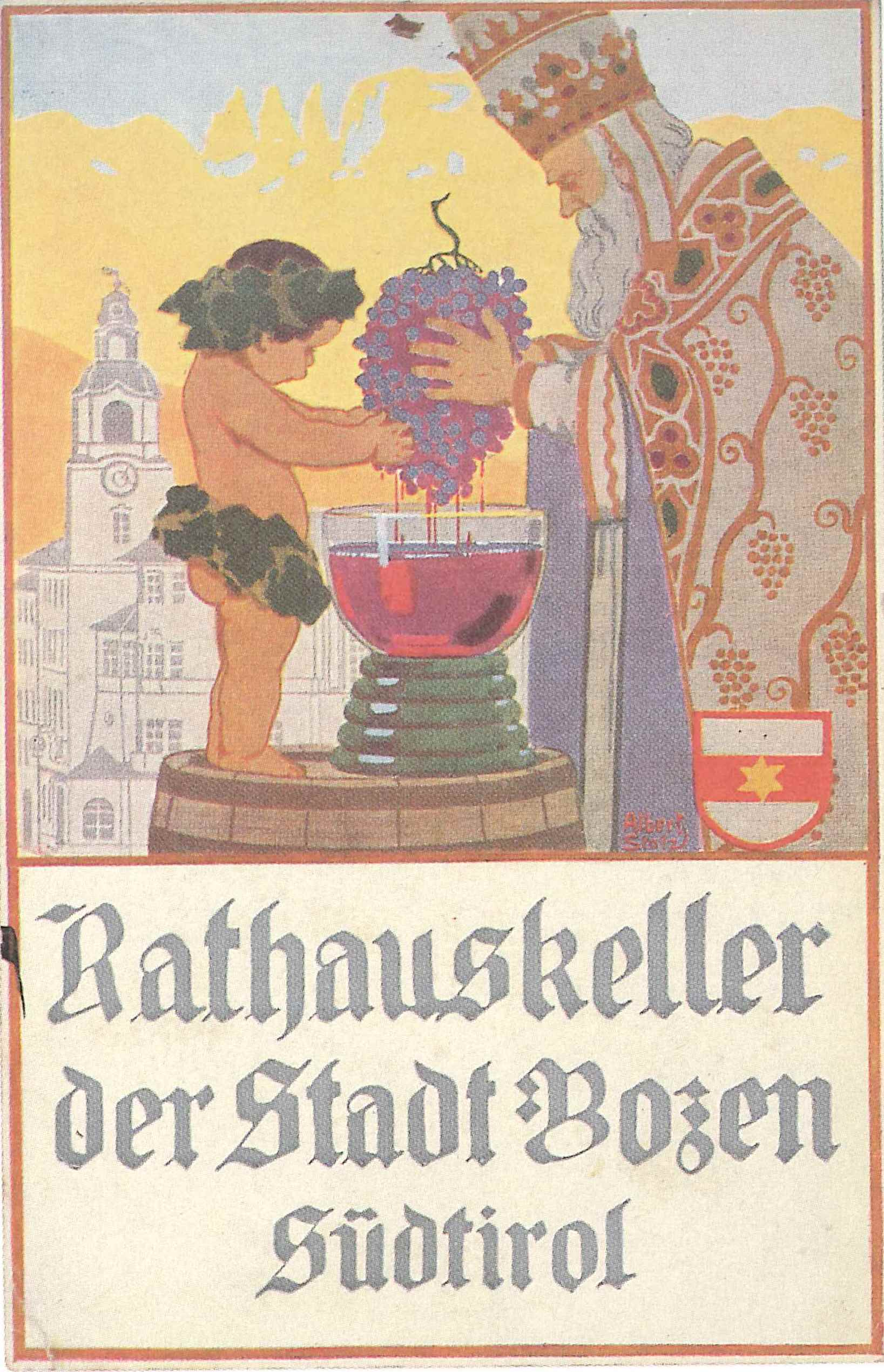
Motivo allegorico dal Rathauskeller con lo stemma cittadino

Il palazzo è contraddistinto da una facciata in stile neobarocco con torre dell'orologio e cortile centrale. Verso via Grappoli (Weintraubengasse) vi è l'accesso all'antica "Rathauskeller" del 1912, l'odierno Club cittadino (Stadtklub), ubicato nel sotterraneo dell'edificio e adornato da affreschi di Albert Stolz.